# 세속도시의 즐거움
《세속도시의 즐거움》은 시인 최승호의 네 번째 시집이다. 1990년 4월 1일 세계사에서 발간되었다. 1990년 제2회 이산문학상 수상작이다.

## 해설
문학평론가 김준오는 이 시집 해설에서 최승호의 시를 문명비판의 시, 죽음의 시, 정치시, 세계관의 시라고 평했다.